# Bruno Milesi
Bruno Milesi (* 1. Februar 1965 in Bruneck) ist ein ehemaliger italienischer Eisschnellläufer.

## Werdegang
Milesi wurde im Jahr 1983 italienischer Juniorenmeister im Kleinen Vierkampf und kam bei italienischen Meisterschaften sechsmal auf den zweiten Platz sowie dreimal auf den dritten Platz. International trat er erstmals bei den Juniorenweltmeisterschaften 1983 in Sarajevo in Erscheinung, wobei er den 45. Platz im Kleinen Vierkampf errang. In den folgenden Jahren belegte er bei der Mehrkampfweltmeisterschaft 1985 in Hamar den 31. Platz im Großen Vierkampf, bei den Olympischen Winterspielen 1988 in Calgary den 15. Platz über 5000 m sowie den 13. Rang über 10.000 m und bei der Mehrkampfeuropameisterschaft 1990 in Heerenveen den 30. Platz im Großen Vierkampf. Zudem wurde er im Januar 1986 bei der 3-Bahnen-Tournee in Innsbruck Dritter im Mehrkampf und nahm von 1985 bis 1993 an 30 Läufen im Eisschnelllauf-Weltcup teil. Seine beste Platzierung dabei erreichte er in der Saison 1987/88 jeweils mit dem 12. Platz über 10.000 m in Calgary sowie über 5000 m in Innsbruck.

## Erfolge

### Olympische Spiele
- 1988 Calgary: 13. Platz 10.000 m, 15. Platz 5000 m

### Mehrkampf-Weltmeisterschaften
- 1985 Hamar: 31. Platz Großer Vierkampf

### Mehrkampf-Europameisterschaften
- 1990 Heerenveen: 30. Platz Großer Vierkampf

## Persönliche Bestzeiten
| Disziplin | Zeit         | Datum            | Ort         |
| --------- | ------------ | ---------------- | ----------- |
| 500 m     | 39,86 s      | 19. Februar 1989 | Klobenstein |
| 1000 m    | 1:19,20 min  | 28. Februar 1988 | Gallio      |
| 1500 m    | 1:58,62 min  | 21. März 1988    | Alma Ata    |
| 3000 m    | 4:08,53 min  | 19. März 1987    | Heerenveen  |
| 5000 m    | 6:54,93 min  | 13. Februar 1988 | Calgary     |
| 10.000 m  | 14:23,84 min | 13. Februar 1988 | Calgary     |